# 文藝春秋漫画賞
文藝春秋漫画賞（ぶんげいしゅんじゅうまんがしょう）は、かつて文藝春秋が主催していた漫画に対する賞である。

## 概要
1955年に設立。漫画集団や雑誌『文藝春秋漫画讀本』に代表されるような、「児童漫画や劇画と一線を画する」現在では「大人漫画」と呼ばれる旧来の「漫画」を表彰するために作られた賞であり、4コマ漫画、一コマ漫画、風刺漫画を対象とした漫画賞だった。ただし、「新人賞」なのか「功労賞」なのかが曖昧で、選考が一貫しなかった。
山藤章二、和田誠、古川タクのイラスト、長新太の絵本、マッド・アマノのパロディ作品、デザイナー福田繁雄の作品なども受賞している。イラストや絵本やパロディ作品も、現代日本の漫画文化を形成する重要な一形態として評価した。
だが、後期は「大人漫画」が衰退したため、かつての「児童漫画」であるところのギャグ漫画が選考対象に含まれ、吉田戦車の『伝染るんです。』などが受賞をすることになった。選考基準があいまいになり、誰が何故、受賞するか予測不可能な賞とも言われるようになる。江口寿史、とり・みき等ベテラン作家が受賞した際には、審査委員長が彼らの作品を「初めて読んで感心した」といった内容のコメントをしていた。選考委員のサトウサンペイは「（賞のため）めったに見ないコミック話を山ほど買って持ち帰り、順番に見てきました」と発言している。いしかわじゅんは、1992年度の選考に際して、審査委員の加藤芳郎が授賞式で「私は最近、漫画を読んでおりません」と発言したり、ベテラン作家である江口寿史を選評で「ともかくも久し振りの“大型新人”である」と評したりしたことを取り上げ、「加藤は、かつて天才だった。しかし、才能は滅びるものだ。今の彼は、本人も気づかず老害を振りまいているだけだろう」と批判し、漫画を読んでいない人間が賞の選考を行っていることを問題視している。
このような賞であるため、1997年に受賞した西原理恵子は、「初対面の人間からいきなり顔にタンを吐きかけられたような気分」と自身の漫画の作中でこの賞の意義を激しく批判、疑問視していた。そのような迷走を繰り返した後、2002年3月1日に廃止となった。

## 受賞作品
| 回 | 年   | 受賞者         | 受賞作品                                                   |
| -- | ---- | -------------- | ---------------------------------------------------------- |
| 1  | 1955 | 谷内六郎       | 『行ってしまった子』                                       |
| 2  | 1956 | 杉浦幸雄       | 戦後の一連の風俗漫画                                       |
| 3  | 1957 | 加藤芳郎       | 『芳郎傑作漫画集』                                         |
| 4  | 1958 | 久里洋二       | 『久里洋二漫画集』                                         |
| 5  | 1959 | 長新太         | 『おしゃべりなたまごやき』                                 |
| 6  | 1960 | 荻原賢次       | 一連の時代漫画                                             |
| 7  | 1961 | 岡部冬彦       | 『アッちゃん』『ベビー・ギャング』                         |
| 8  | 1962 | 長谷川町子     | 『サザエさん』                                             |
| 9  | 1963 | 六浦光雄       | 銅版画風のルポルタージュ                                   |
| 10 | 1964 | 梅田英俊       | 「アサヒグラフ」連載漫画                                   |
| 11 | 1965 | 井上洋介       | 一連のナンセンス漫画                                       |
| 12 | 1966 | サトウサンペイ | 『アサカゼ君』『フジ三太郎』                               |
| 12 | 1966 | クロイワ・カズ | 『Eye For Eye』                                            |
| 13 | 1967 | 牧野圭一       | 『牧野圭一漫画集』                                         |
| 14 | 1968 | 小島功         | 『日本のおかあちゃん』『7-8=1』                            |
| 15 | 1969 | 和田誠         | 一連の似顔絵                                               |
| 15 | 1969 | 鈴木義司       | 一連の時事漫画&風俗漫画                                    |
| 16 | 1970 | 東海林さだお   | 『タンマ君』『新漫画文学全集』                             |
| 17 | 1971 | 山藤章二       | 『抽象』『エロトピア』『世相あぶり出し』                   |
| 17 | 1971 | 砂川しげひさ   | 『寄らば斬るド』『ジュウベー』『テンプラウエスタン』       |
| 18 | 1972 | 赤塚不二夫     | 『天才バカボン』他                                         |
| 18 | 1972 | ヒサクニヒコ   | 『戦争-漫画太平洋戦史』                                    |
| 19 | 1973 | 馬場のぼる     | 『バクさん』『11ぴきのねことあほうどり』                   |
| 19 | 1973 | 小林治雄       | 『ヒトクチ漫画』                                           |
| 20 | 1974 | 滝田ゆう       | 『怨歌橋百景』他                                           |
| 20 | 1974 | オグラトクー   | 『マンガはがきギャラリー』                                 |
| 21 | 1975 | 手塚治虫       | 『ブッダ』『動物つれづれ草』                               |
| 21 | 1975 | 秋竜山         | 『Oh!☆ジャリーズ』『ノッホホン氏』                         |
| 22 | 1976 | 園山俊二       | 『ギャートルズ』他                                         |
| 22 | 1976 | 武田秀雄       | 『もんもん』                                               |
| 23 | 1977 | 福田繁雄       | 住宅から玩具に至るユーモア                                 |
| 23 | 1977 | 草原タカオ     | 『真夜中の子守歌』他                                       |
| 24 | 1978 | マッド・アマノ | 一連の写真合成によるパロディ作品                           |
| 24 | 1978 | 二階堂正宏     | 『二階堂正宏展』他                                         |
| 25 | 1979 | 古川タク       | 『ザ・タクン・ユーモア』                                   |
| 25 | 1979 | 島添昭義       | 『動くイラスト・木造玩具』                                 |
| 25 | 1979 | 徳野雅仁       | 『不連続体』                                               |
| 26 | 1980 | 前川しんすけ   | 『中町銀座商店街』                                         |
| 27 | 1981 | 野田亜人       | 『ペーパーイラストレーション』                             |
| 27 | 1981 | 工藤恒美       | 『ツッパラサール学園』                                     |
| 28 | 1982 | 山田紳         | 一連の政治漫画、他                                         |
| 28 | 1982 | すずき大和     | 『哀MY展覧会』                                             |
| 28 | 1982 | 植田まさし     | 『フリテンくん』『まさし君』『かりあげクン』               |
| 29 | 1983 | 谷岡ヤスジ     | 一連のナンセンスギャグ                                     |
| 29 | 1983 | はしもといわお | 『どてらネコ』                                             |
| 30 | 1984 | 高橋春男       | 『いわゆるひとつのチョーさん主義』『ひょうきんチャンネル』 |
| 30 | 1984 | 千葉督太郎     | 『いとしの田中角栄さま』『漂流』                           |
| 31 | 1985 | いしいひさいち | 一連のナンセンス漫画                                       |
| 31 | 1985 | 西村宗         | 『サラリ君』                                               |
| 32 | 1986 | 受賞作無し     | 受賞作無し                                                 |
| 33 | 1987 | わたせせいぞう | 『私立探偵フィリップ』                                     |
| 33 | 1987 | 安藤しげき     | 『ヤッちゃんの勝ち!』                                      |
| 34 | 1988 | 杉浦日向子     | 『風流江戸雀』                                             |
| 35 | 1989 | 堀田かつひこ   | 『オバタリアン』                                           |
| 36 | 1990 | 小槻さとし     | 『パラノ天国』                                             |
| 36 | 1990 | コジロー       | 『ぶったまゲリラ』他                                       |
| 37 | 1991 | 吉田戦車       | 『伝染るんです。』                                         |
| 38 | 1992 | 江口寿史       | 『江口寿史の爆発ディナーショー』                           |
| 38 | 1992 | 中崎タツヤ     | 『問題サラリーMAN』                                        |
| 39 | 1993 | 受賞作無し     | 受賞作無し                                                 |
| 40 | 1994 | 山科けいすけ   | 『C級さらりーまん講座』『中流図鑑』                        |
| 41 | 1995 | とり・みき     | 『遠くへいきたい』                                         |
| 42 | 1996 | けらえいこ     | 『あたしンち』                                             |
| 42 | 1996 | やくみつる     | 『やくみつるの三面マンガ』『オニのやく目玉』               |
| 43 | 1997 | 黒鉄ヒロシ     | 『新選組』                                                 |
| 43 | 1997 | 西原理恵子     | 『ぼくんち』                                               |
| 44 | 1998 | 針すなお       | 一連の似顔絵漫画                                           |
| 44 | 1998 | 大橋ツヨシ     | 『かいしゃいんのメロディー』                               |
| 45 | 1999 | 小泉吉宏       | 『ブッダとシッタカブッダ』                                 |
| 45 | 1999 | Q.B.B.         | 『中学生日記』                                             |
| 46 | 2000 | しりあがり寿   | 『時事おやじ2000』『ゆるゆるおやじ』                       |
| 46 | 2000 | 唐沢なをき     | 『電脳炎』                                                 |
| 47 | 2001 | 小田原ドラゴン | 『コギャル寿司』                                           |
| 47 | 2001 | 菊池晃弘       | 『メカッピキポチ丸』                                       |